# ザ・ホワイト・ストライプス (アルバム)
『ザ・ホワイト・ストライプス』（The White Stripes）は、アメリカ合衆国のロック・バンド、ザ・ホワイト・ストライプスが1999年に発表した、初のスタジオ・アルバム。

## 背景
ザ・ホワイト・ストライプスは本作のレコーディングに先立ち、1998年にデビュー・シングル「レッツ・シェイク・ハンズ」を限定500枚で発表して、同年にはセカンド・シングル「ラファイエット・ブルース」を、やはり限定500枚で発表。これら2作はいずれも、イタリー・レコードというミシガン州デトロイトのレーベルから発売された。これら2曲は、本作のオリジナル盤には収録されなかったが、2003年に発売された日本盤CDに追加収録された。
本作収録曲の大半は、デトロイトのゲットー・レコーダーズで1999年1月に録音された。同スタジオのオーナーのジム・ダイアモンドが共同プロデューサーとしてクレジットされ、ダイアモンドは次作『デ・ステイル』（2000年）ではサウンド・ミキサーとしてクレジットされるが、後にロイヤリティを巡ってバンドと対立し訴訟を起こす。
「ストップ・ブレイキング・ダウン」はロバート・ジョンソンのカヴァー。この曲はローリング・ストーンズのアルバム『メイン・ストリートのならず者』（1972年）に収録されたカヴァーも知られているが、ジャック・ホワイトは後年、本作を制作していた当時は『メイン・ストリートのならず者』を聴いておらず、ジョンソンのオリジナル・ヴァージョンを元にしたと語っている。「ワン・モア・カップ・オヴ・コーヒー」は、ボブ・ディランがアルバム『欲望』（1976年）で発表した曲のカヴァー。「セント・ジェームス・インファーマリー・ブルース」はトラディショナル・ナンバーのカヴァーで、この曲と「ジミー・ザ・エクスプローダー」は、1997年7月14日に行われたバンドの初ライヴでも演奏されており、当時の録音は2012年発売の限定盤7インチ・シングル「Live at the Gold Dollar」に収録された。
「ザ・ビッグ・スリー・キルド・マイ・ベイビー」は、アルバム未収録曲「Red Bowling Ball Ruth」をB面に収録したアナログ盤シングルとしてもリリースされた。

## 反響・評価
リリース当時はヒットに結びつかず、母国アメリカでは『ビルボード』でチャート・インしていない。しかし、後にバンドのブレイクに貢献するイギリスのDJジョン・ピールは、オランダの小さなレコード店で本作のアメリカ盤を見て「私の好きな種類のレコードのように見えたので買ってみて、とても気に入ったから、このレコードをかけ始めた」という。そして、2001年にはXLレコーディングスからイギリス盤が発売された。なお、バンドのブレイク後の2004年には、本作がフランスでアルバム・チャート入りを果たし159位を記録している。
クリス・ハンディサイドはオールミュージックにおいて5点満点中4点を付け「ザ・ホワイト・ストライプスの音楽は、屋根裏部屋の手作りのサウンドであると同時に、アリーナ・ロックのようにも響く」と評している。アメリカのデジタル音楽誌『Paste』が選出した「1990年代のベスト・アルバム90」では50位にランク・インした。

## 収録曲
特記なき楽曲はザ・ホワイト・ストライプス作。
1. ジミー・ザ・エクスプローダー "Jimmy the Exploder" – 2:29
2. ストップ・ブレイキング・ダウン "Stop Breaking Down" (Robert Johnson) – 2:20
3. ザ・ビッグ・スリー・キルド・マイ・ベイビー "The Big Three Killed My Baby" – 2:29
4. スージー・リー "Suzy Lee" – 3:21
5. シュガー・ネヴァー・テイステッド・ソー・グッド "Sugar Never Tasted So Good" – 2:54
6. ウェイスティング・マイ・タイム "Wasting My Time" – 2:13
7. キャノン "Cannon" – 2:30
8. アストロ "Astro" – 2:42
9. ブロークン・ブリックス "Broken Bricks" (Lyrics: Stephen Gillis, Jack White / Music: The White Stripes) – 1:51
10. ホエン・アイ・ヒア・マイ・ネーム "When I Hear My Name" – 1:54
11. ドゥー "Do" – 3:05
12. スクリュードライヴァー "Screwdriver" – 3:14
13. ワン・モア・カップ・オヴ・コーヒー "One More Cup of Coffee" (Bob Dylan)– 3:13
14. リトル・ピープル "Little People" – 2:22
15. スリッカー・ドリップス "Slicker Drips" – 1:30
16. セント・ジェームス・インファーマリー・ブルース "St. James Infirmary Blues" (Joe Primrose) – 2:24
17. アイ・フォート・ピラニア "I Fought Piranhas" – 3:07

### 日本盤ボーナス・トラック
17.の後に約1分の無音部分あり。
1. レッツ・シェイク・ハンズ "Let's Shake Hands" – 2:01
2. ラファイエット・ブルース "Lafayette Blues" – 2:15

## 参加ミュージシャン
- ジャック・ホワイト - ボーカル、ギター、ピアノ
- メグ・ホワイト - ドラムス

アディショナル・ミュージシャン
- ジョニー・ウォーカー - 2ndスライドギター(#4, #17)[1]